# Pararge tristicolor
Pararge tristicolor är en fjärilsart som beskrevs av Treichel 1901. Pararge tristicolor ingår i släktet Pararge och familjen praktfjärilar. Inga underarter finns listade i Catalogue of Life.